# Konversationsmaximen
Die Grice’schen Konversationsmaximen sind vier vom Sprachphilosophen Paul Grice aufgestellte Grundsätze, die auf dem Kooperationsprinzip aufbauen. Grice formulierte sie in seinem Aufsatz Logic and Conversation, der sein handlungstheoretisches Modell der Kommunikation entwickelt. Zu beachten ist, dass Grice diese Maximen nicht als moralische Gebote, sondern als Regeln rationalen Verhaltens für erfolgreiche Kommunikation betrachtet hat. In einem Gespräch geht der Hörer bei der Rekonstruktion der Bedeutung und Absicht der Aussagen davon aus, dass der Sprecher diese Grundsätze befolgt und sich somit kooperativ verhält. Eine merkliche Verletzung dieser Regeln kann sogar als bewusstes Signal eingesetzt werden. So kann mehr oder Differenzierteres zu verstehen gegeben werden, als wortwörtlich ausgedrückt wird. Bei diesen nahegelegten „versteckten“ Inhalten handelt es sich um Implikaturen.
Die Grundsätze entsprechen den vier Kategoriengruppen der reinen Verstandesbegriffe nach Immanuel Kant und sind in der Linguistik, insbesondere in der Teildisziplin der Pragmatik, von großer Bedeutung.

## Das Kooperationsprinzip
Das von Grice beschriebene Kooperationsprinzip geht von der Annahme aus, dass Menschen bei der sprachlichen Kommunikation miteinander interagieren möchten. In einem Gespräch verfolgen Sprecher und Adressat in der Regel also ein gemeinsames Ziel. Somit spielen die folgenden zwei Komponenten innerhalb des Kooperationsprinzip eine Rolle:
- dass man sich in der Kommunikation grundsätzlich kooperativ verhält und
- dass gerade diese Kooperationsannahme es uns erlaubt, Schlussfolgerungen zu machen, die weit über das wörtlich Gesagte hinausgehen.[4]

Das Kooperationsprinzip lautet wie folgt: „Gestalte deinen Gesprächsbeitrag so, wie es die anerkannte Zielsetzung oder Richtung des Gesprächs, an dem du beteiligt bist, zum treffenden Zeitpunkt erfordert.“ Dieses Prinzip ist vor allem dann wichtig, wenn ein Sprecher innerhalb eines Gesprächs eine Antwort auf eine Frage tätigt, bei der kein direkter Zusammenhang zur Frage besteht. Die Antwort enthält sogenannte „versteckte“ Inhalte.
Beispiel: 
„Fraktionschef Joschka Fischer (Bündnis 90/Die Grünen) auf die Frage, welchen SPD-Kanzlerkandidaten seine Partei bevorzuge: ‚Wir haben uns auf der Klausurtagung für August Bebel entschieden‘.“
August Bebel war zu dem Sprechzeitpunkt schon lange tot. Dadurch könnte man zu dem Schluss kommen, dass die Aussage von Fischer falsch sein muss. Eine Lüge wäre ebenso zu offensichtlich gewesen, weswegen dies unwahrscheinlich ist. Viel eher wollte er dem Journalisten zu verstehen geben, dass keine Einigung erzielt werden konnte oder alle zur Verfügung stehenden Kandidaten abgelehnt wurden. Joschka war hier also nur scheinbar unkooperativ.

## Die Konversationsmaximen
Das übergeordnete Kooperationsprinzip kann eingehalten werden, indem man sich als Sprecher an den folgenden Maximen orientiert:
1. Maxime der Quantität (Maxim of Quantity)
  - Mache deinen Gesprächsbeitrag so informativ wie (für die augenblicklichen Gesprächszwecke) nötig
  - Gestalte deinen Beitrag nicht informativer, als es für den anerkannten Zweck des Gesprächs nötig ist
2. Maxime der Qualität (Maxim of Quality)
  - Sage nichts, dass Du für unwahr hältst
  - Sage nichts, wofür du keine hinreichenden Anhaltspunkte hast
3. Maxime der Relation / Relevanz (Maxim of Relevance)
  - Sage nichts, was nicht zum Thema gehört, wechsle nicht das Thema[6]
  - Mache deine Gesprächsbeiträge relevant
  - Beachte den Gesprächskontext vorangegangener Kommunikation und das Vorwissen deines Kommunikationspartners[7]
4. Maxime des Stils / der Modalität (Maxim of Manner)
  - Vermeide Unklarheit im Ausdruck
  - Vermeide Mehrdeutigkeit
  - Fasse dich kurz
  - Sei methodisch
  - Gehe der Reihe nach vor

Zusammengefasst: Sage nur, was informativ, wahr und themenbezogen ist, und sage dies klar und deutlich!
Die vier Maximen der Konversationslogik stellen eine Vereinbarung zwischen den Kommunikationspartnern dar, um eine optimale und rationale Kommunikation zu garantieren.

## Rezeption und Kritik von Grice
Grice selbst hat die Maximen nicht für eindeutig gehalten, da sie sich überlappen und teilweise in Konkurrenz zueinander stehen. Später wurde vor allem versucht, die Maxime der Modalität in den anderen aufgehen zu lassen, indem etwa „Vermeide unnötige Weitschweifigkeit“ als Maxime der Quantität erfasst wurde.
Auch beschreiben das Kooperationsprinzip und die Maximen nicht normative Richtlinien, wie ein Gespräch zu führen sei. Dieser Eindruck wird allerdings durch die Bezeichnung als Maximen und die dabei verwendeten Imperative vermittelt. Die Maximen werden nämlich vielfach gar nicht eingehalten, ohne dass das die rationale Kommunikation stören würde. Entscheidend ist vielmehr, dass Gesprächspartner einander die Befolgung der Maximen unterstellen. Sowohl das Befolgen der Maximen wie deren (scheinbare) Missachtung können Schlussfolgerungsprozesse (Inferenzen, z. B. Implikaturen) auslösen.
1986 kritisierten Sperber und Wilson, dass sich die vier Maximen auch nur unter der Maxime der Relevanz zusammenfassen lassen. Dabei soll sich diese Maxime aus zwei Prinzipien zusammensetzen, für die das Ziel einer möglichst ressourceneffizienten Kommunikation gilt. Das kognitive Prinzip repräsentiert dabei die Absichten des Senders, während das kommunikative Prinzip den Austausch zwischen den Kommunikationspartnern beschreibt.
Damit gilt also die Forderung, dass die Kommunikation nicht nur die Absichten des Senders erfüllen soll, sondern auch nach den Absichten und Kompetenzen des Empfängers ausgerichtet sein muss. So wird nicht nur der Sender seiner eigenen Relevanz gerecht, sondern auch sein Kommunikationspartner kann Relevanz aus dem Gespräch ziehen. Nur wenn beide Prinzipien erfüllt sind, gilt die Kommunikation als gelungen, sodass beidseitige Verständigung herrscht. Um dieses Ziel zu erreichen, muss der Sender einer Nachricht die Absichten und Kompetenzen seines Gesprächspartners erkennen. Das bedeutet auch, dass die Kommunikation vom Vorwissen des Gesprächspartners abhängig ist. Um Ressourcen einzusparen, werden häufig bereits kommunizierte Inhalte beim Empfänger als bekannt vorausgesetzt. Dieser Leitgedanke wird bei Clark und Carlson auch als „audience design“ bezeichnet, also als eine auf den Zuhörer angepasste Kommunikation, wobei der Common Ground der gemeinsame Wissenshintergrund der Kommunikationspartner ist. Es gibt Anzeichen dafür, dass die Annahme des Kooperationsprinzips und den Maximen nicht nur für Gespräche Gültigkeit hat, sondern auch für andere Formen der Interaktion – schon Grice hat von „kooperativer Interaktion“ gesprochen.

## Anwendung anhand von Beispielen
Um die Konversationsmaximen anwenden zu können, ist es notwendig zu verstehen, was eine Implikatur ist:
Implikaturen sind, wie oben bereits erwähnt, Bedeutungsaspekte, die ein Sprecher mit seiner Äußerung nahelegt, ohne sie wörtlich zu kommunizieren. Sie sind Gesprächsandeutungen, die quasi „versteckt“ mitgesendet werden. In den nachfolgenden Beispielen markiert das Zeichen „+>“ eine Implikatur.
Die sogenannten konversationellen Implikaturen kommen dadurch zustande, dass man die Konversationsmaximen entweder befolgt oder (scheinbar) verletzt. Scheinbare Verletzung deshalb, weil wir stillschweigend davon ausgehen, dass der Sprecher sich an die Maximen hält; wenn es dann auf den ersten Blick so aussehen mag, als hielte sich der Sprecher nicht daran, suchen wir Gründe für dieses Verhalten, wobei wir dem Hörer wiederum Kooperationsbereitschaft unterstellen.
Im Folgenden werden Beispiele für die Befolgung der Grice’schen Maximen angeführt:
1. Beachtung der Maxime der Quantität:
Hanna hat drei Kinder.
+> Hanna hat genau drei Kinder.
Die Maxime der Quantität verlangt, dass Informationen exakt übermittelt werden, daher wird mitverstanden und gedanklich ergänzt: „genau drei, nicht mehr und nicht weniger“.
2. Beachtung der Maxime der Qualität:
Susanne ist zu Hause.
+> Ich glaube das und habe ausreichende Beweise dafür.
Denn was man behauptet, glaubt man auch normalerweise.
3. Beachtung der Maxime der Relation:
a. Ich habe kein Benzin mehr.
b. Um die Ecke ist eine Tankstelle.
+> a. kann annehmen, dass b. glaubt die Tankstelle sei jetzt offen und hat Benzin vorrätig.
Bei der Maxime der Relation müssen Äußerungen einen Bezug zur gegenwärtigen Sprechsituation haben.
4. Beachtung der Maxime der Modalität:
a. Öffne mir die Tür!
+> Öffne mir die Tür jetzt! - Statt etwa:
b. Gehe zur Tür, drücke die Klinke im Uhrzeigersinn bis zum Anschlag nach unten und... 
Bei der Maxime der Modalität kommt es darauf an, sich kurz zu fassen und jegliche irrelevanten Zusatzinformationen auszublenden, aber dennoch genügend Informationen anzubringen, damit der Gesprächspartner vollkommen informiert ist.
Im Folgenden werden Beispiele angeführt für die (scheinbare) Missachtung der Grice’schen Maximen: 
1. (Scheinbare) Verletzung der Maxime der Quantität:
Krieg ist Krieg!
+> Das mag zwar nicht ganz korrekt sein, aber so läuft es im Krieg nun einmal ab.
Die getätigte Äußerung stellt eine Tautologie dar. Tautologien sind in jeglichen Situationen immer wahr und deswegen nicht informativ. Durch Tautologien erfährt man nicht, wie eine Situation beschaffen, oder auch nicht beschaffen ist, da nichts an Information ausgeschlossen wird bzw. neu dazukommt. Hier wird die Tautologie uminterpretiert, sodass sie trotzdem noch einen kommunikativen Wert erhält.
2. (Scheinbare) Verletzung der Maxime der Qualität:
a. Die Konkurrenz ist schon ziemlich stark.
b. Dabei kontrollieren wir doch die gesamte Weltwirtschaft.
+> Natürlich ist die Konkurrenz stark, wir können ja auch nicht die gesamte Weltwirtschaft kontrollieren.
Hier wird das Gegenteil der Wahrheit behauptet. So entsteht oft Ironie. Weitere Beispiele für (scheinbare) Verletzungen der Maxime der Qualität stellen die Metapher, die Untertreibung und ebenfalls die Hyperbel dar. 
3. Verletzung der Maxime der Relation:
[Das nigerianische Staatsoberhaupt wird von Journalisten nach Äußerungen seines Wahlkampfgegners gefragt. Dieser hatte ihn kritisiert.]
Journalisten: Was halten Sie von den jüngsten Äußerungen ihres Wahlkampfgegners?
Nigerianisches Staatsoberhaupt: Wie finden Sie Abuja? Ein schöner Ort, nicht wahr?
+> Kein Kommentar.
Laut Grice kommen Verstöße gegen diese Maxime äußerst selten vor. Möglicherweise ist es schlichtweg schwierig, Antworten zu konstruieren, die als irrelevant interpretiert werden müssen, denn meist ist jede Antwort in irgendeinem Sinne relevant.[5]
4. (Scheinbare) Verletzung der Maxime der Modalität:
Er brachte eine Reihe von Tönen hervor, die den Noten einer Arie aus Rigoletto nahe kamen.
+> Er hat die Arie unfassbar schlecht gesungen.
Die Äußerung verstößt gegen eine Untermaxime der Modalität, und zwar, sich kurz zu fassen und keine irrelevanten Informationen hinzuzufügen.